# Valéria Szervánszky
Valéria Szervánszky   (Budapest, octubre 1947) és una pianista clàssica hongaresa, nascuda a Budapest i actualment resident al Regne Unit.

## Biografia
Szervánszky va estudiar a l'Acadèmia de Música Franz Liszt de Budapest, Hongria amb Pál Kadosa i György Kurtág. El 1973 es va unir a la molt prestigiosa classe del professor Hans Leygraf a la "Staatliche Hochschule für Musik und Theater" de Hannover, a Alemanya, i en acabar els estudis va tornar a l'Acadèmia Liszt per impartir la classe infantil amb dotacions excepcionals amb la professora Klára Máthé, on també va treballar com un ajudant del professor Kadosa. Szervánszky també va tocar a la classe de violoncel de Miklos Perényi. El 1979 va assumir la posició de professora de piano a la "Musashino Academy of Music" de Tòquio i va ensenyar al Japó fins a traslladar-se a Londres el 1986.
Szervánszky és la filla de l'artista postimpressionista Jenő Szervánszky i la neboda del compositor Endre Szervánszky i el violinista Peter Szervánszky.

## Docència i classes magistrals
Szervánszky és actiu com a pianista i com a professora. Viatja a Tòquio diverses vegades a l'any per fer classes magistrals i ensenyar. A Londres fa classes a la "Purcell School for Young Musicians".
També el demanant per cursos de música i ha impartit classes al Festival Internacional Bartók d'Hongria, a la "British Kodály Academy", al curs de música del segle XX al Centre Acanthes, a Avinyó, al Festival d'Orlando a Holanda i al Seminari Internacional de Músics a Prussia Cove.

## Actuacions
Des de 1979, Szervánszky es va concentrar principalment en la col·laboració del duo de piano amb el seu marit, Ronald Cavaye, i han actuat extensament a Europa i a l'Extrem Orient, especialment al Japó. Han emès per a la BBC i la ràdio hongaresa i també han gravat els concerts de Mozart per a dos i tres pianos i el propi arranjament de Stravinsky de The Rite of Spring per a duet de piano, juntament amb obres de Ravel i Debussy. També han treballat amb freqüència amb el compositor hongarès György Kurtág. A la tardor de 1996, Szervánszky va dirigir la música incidental de Kurtág incorporada a una nova producció de l'obra Der Pol de Vladimir Nabokov (El pol) a Berlín, París (Festival de tardor de París), Zuric i Lausana. Szervánszky i Ronald Cavaye van fer el primer enregistrament complet en CD dels primers quatre volums (solos, duets i dos pianos) de la col·lecció de peces Játékok - Games de Kurtág. Al Festival Internacional Bartók de 1994 van donar l'estrena hongaresa de Lebenslauf de Kurtág per a dos pianos i dues trompes de basset i, des de llavors, han interpretat l'obra a Budapest i Londres (amb membres de la London Sinfonietta). Szervánszky i Cavaye han escrit una guia per a professors i estudiants del primer volum de Mikrokosmos de Béla Bartók, publicat en japonès per Zen-On Music Publishing Company.
Szervánszky és un artista de Steinway.